# Sport in Abruzzo
Lo sport in Abruzzo si è sviluppato in maniera professionistica solamente dal secondo dopoguerra, con la notevole eccezione della manifestazione sportiva della Coppa Acerbo, gara automobilistica tenuta in un circuito cittadino fra Pescara, Spoltore, Cappelle sul Tavo e Montesilvano dal 1924 al 1961. La vocazione sportiva è radicata in tutta la regione, con alcune eccellenze locali in particolare nelle discipline del calcio a 5 e della pallanuoto nella provincia di Pescara, della pallamano e della pallacanestro in provincia di Teramo e del rugby e del pattinaggio nella provincia dell'Aquila, mentre fra le diverse catene montuose dell'Appennino centrale che attraversano la regione negli anni si sono sviluppate numerose stazioni sciistiche, spesso sede di eventi sportivi anche internazionali.

## Principali successi
A livello individuale sono diversi i campioni del mondo abruzzesi, nelle varie discipline:

### Olimpiadi
- Ciro Verratti (Archi), medaglia d'oro a Berlino 1936 nel fioretto a squadre[1]
- Antonio Tartaglia (Casalbordino), medaglia d'oro a Nagano 1998 nel bob a due[2]

### Paralimpiadi
- Maria Scutti (Altino), vincitrice di 15 medaglie, di cui 10 d'oro, ai Giochi paralimpici estivi di Roma 1960, è l'atleta ad aver vinto il maggior numero di medaglie in una singola edizione dei giochi paralimpici in quattro discipline differenti, ed è la terza atleta paralimpica italiana per numero complessivo di podi.[3]

### Campionati mondiali
- Ciro Verratti (Archi), oro mondiale nel fioretto a squadre nei campionati mondiali 1929 e 1935
- Armando Capannolo (L'Aquila) nel pattinaggio corsa[4]
- Gregorio Duggento (L'Aquila) nel pattinaggio corsa[4]
- Rocky Mattioli (Ripa Teatina) nel pugilato, campione mondiale WBC categoria pesi medi dal 1977 al 1979[5]
- Corrado Ruggeri (L'Aquila) nel pattinaggio corsa[4]
- Debora Sbei (Giulianova) nel pattinaggio artistico a rotelle[6]
- Gabriele Tarquini (Giulianova) campione mondiale del campionato del mondo turismo nel 2009[7] e del FIA World Touring Car Cup nel 2018[8]
- Jarno Trulli (Pescara) campione mondiale della Formula K 1991[9]
- Elsa Epifani (Lanciano) campione del mondo nel Karate WSF Shotokan nel 2019[10]

### Altri titoli
Hanno vinto titoli nazionali o europei:
- Danilo Di Luca (Spoltore) nel ciclismo, vincitore del Giro d'Italia 2007[11]
- Gianpiero Contestabile (Avezzano) nel pugilato, vincitore titolo nazionale pesi piuma nel 2008[12] e campione europeo nel 2011 nella stessa categoria[13]
- Nicholas D’Addario Spinelli (Città Sant'Angelo) nel motociclismo, vincitore del Campionato Italiano Velocità Moto3 nel 2019[14]
- Gaia Sabbatini (Teramo) campionessa nazionale nei 1500 metri ai Campionati italiani assoluti di atletica leggera indoor del 2020[15] e campionessa europea nei 1500 metri ai Campionati europei under 23 di atletica leggera 2021[16], oro nella staffetta mista ai Campionati europei di corsa campestre 2022.[17]

### Sport di squadra
Tra i principali risultati a livello nazionale negli sport di squadra i 5 campionati e le 2 coppe Italia della L'Aquila Rugby, i 3 campionati di pallanuoto e le 2 coppe Italia della Pescara Nuoto, vincitrice anche di 7 LEN Euro Cup, e lo scudetto di calcio a 5 del Città di Montesilvano, la cui società si è sciolta nel 2017, detentore anche di una coppa Futsal Champions League e di una Coppa Italia. Sempre nel calcio a 5, anche il Pescara calcio a 5 ha conseguito uno scudetto, due Supercoppe italiane e due Coppe Italia, prima di sciogliersi nel 2018.
Hanno avuto carriere rilevanti i calciatori Massimo Oddo (Pescara) e Fabio Grosso (nato a Roma ma a lungo residente a Città Sant'Angelo, dove ha esordito come calciatore prima nella Renato Curi Angolana in Eccellenza ed in seguito nel Chieti in Serie C2), che hanno fatto parte della nazionale vincitrice del campionato mondiale di calcio del 2006, e Franco Tancredi (Giulianova), portiere tra gli anni '70 e '90, del Giulianova, della Roma e dell'Italia, e successivamente preparatore atletico dei portieri, nella Roma, nella Juventus, nel Real Madrid e nella Inghilterra, sempre al seguito di Fabio Capello. Il pescarese Marco Verratti ha fatto parte della nazionale vincitrice del campionato europeo di calcio 2020.

## Competizioni internazionali

Logo dei XVI Giochi del Mediterraneo

Ogni anno a Teramo si svolge la Interamnia World Cup, evento fra i più importanti tornei di pallamano al mondo, al quale partecipano squadre giovanili provenienti da numerose nazioni, mentre a Pescara dal 1945 si tiene l'evento ciclistico estivo Trofeo Matteotti, parte del circuito UCI Europe Tour.
Nel settembre del 2004 all'Aquila, Sulmona e Pescara si sono svolti i XXXII campionati mondiali di pattinaggio di velocità a rotelle, a cui hanno preso parte 46 nazionali provenienti da tutti i cinque continenti.
Chieti, Ortona, Lanciano e Vasto hanno ospitato dal 24 settembre al 7 ottobre 2007 il FIBA EuroBasket Women 2007, una manifestazione biennale tra le squadre nazionali del continente, organizzata dalla FIBA Europe.
Pescara e diversi siti in tutta la regione hanno ospitato i XVI Giochi del Mediterraneo nel 2009, importante manifestazione sportiva organizzata ogni quattro anni dal Comitato Olimpico Internazionale.
Nella stazione sciistica di Roccaraso si sono tenuti nel 1996, nel 2011 e nel 2021 i campionati mondiali di hockey in-line, e nel 2012 i campionati mondiali juniores di sci alpino, mentre dal 2011 al 2018 a Pescara si sono tenute le fasi nazionali della competizione Ironman 70.3, e sempre nella città adriatica nel 2015 si è tenuta la prima edizione dei Giochi del Mediterraneo sulla spiaggia.
A Pescara sono stati inoltre assegnati i campionati del Mediterraneo under 23 di atletica leggera del 2022 e i campionati europei di atletica leggera di categoria Master Emacs Pescara 2023.
Dal 2018 al 2019 si sono tenuti a L'Aquila gli Internazionali di Tennis Città dell'Aquila, parte dell'ATP Challenger Tour.

### Stazioni sciistiche

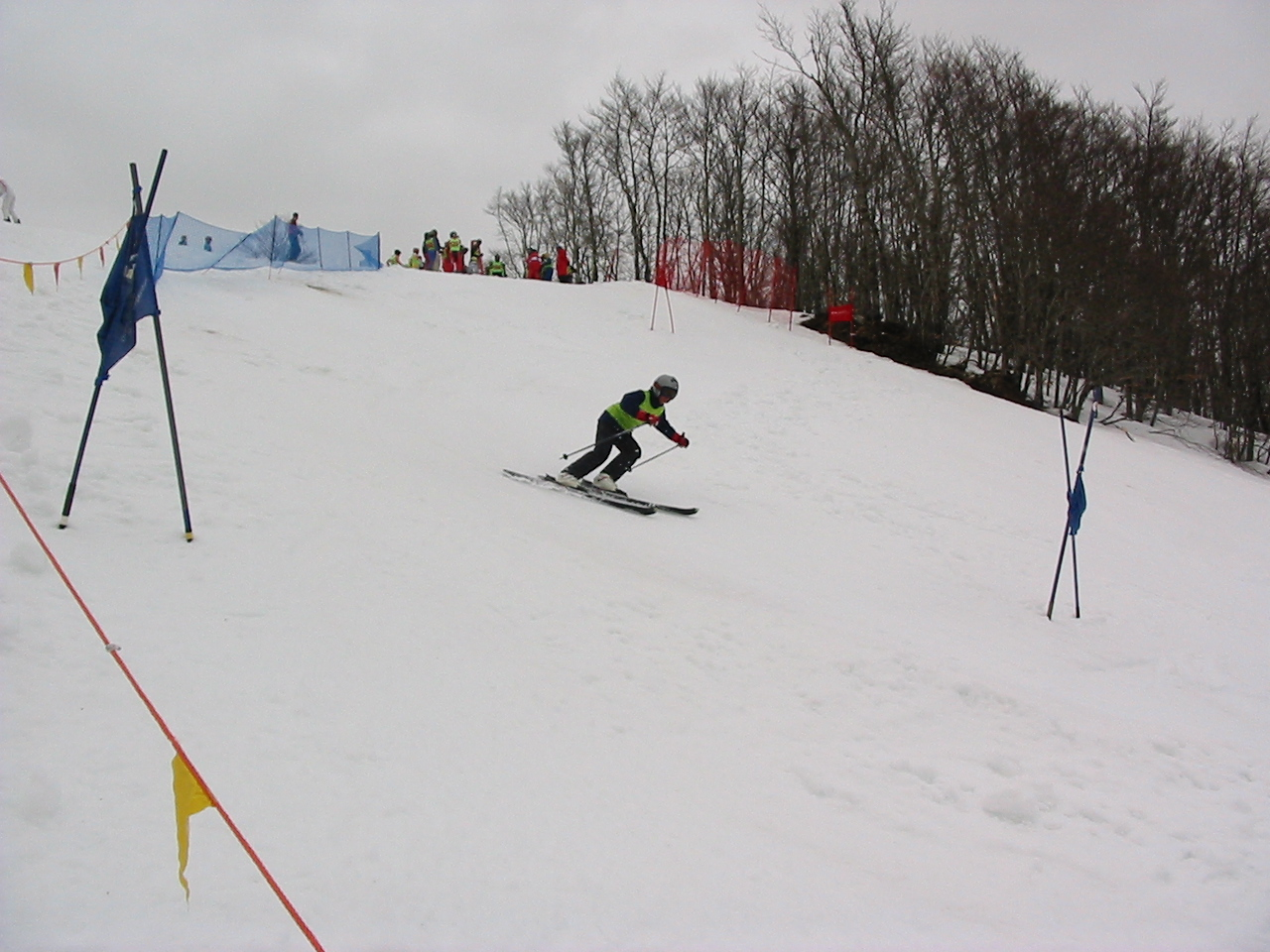
Una gara di sci alpino a Campo Felice